# Gioacchino Di Marzio
Gioacchino Di Marzio (Spoltore, 1913 – Battaglia di Cheren, 21 marzo 1941) è stato un militare italiano, insignito della medaglia d'oro al valor militare alla memoria nel corso della seconda guerra mondiale.

## Biografia
Nacque a Spoltore, provincia di Pescara, nel 1913, ultimo di nove fratelli,  figlio di Alfredo Michele e di Zita Perfetti.  Conseguito il diploma di ragioniere presso l'Istituto tecnico di Vasto (L'Aquila) nel 1934, in quello stesso anno fu ammesso a frequentare il corso allievi ufficiali di complemento presso il 94º Reggimento fanteria "Messina". Nel 1935 fu nominato sottotenente e venne assegnato al 2º Reggimento "Granatieri di Sardegna", venendo posto in congedo il 15 giugno 1935.
Nel marzo 1939 fu richiamato in servizio attivo con il grado di tenente e venne inviato in Eritrea (Africa Orientale Italiana) a prestare servizio nel IV Battaglione "Toselli" inquadrato nella II Brigata coloniale. In Africa, durante la seconda guerra mondiale, prese parte alle operazioni belliche nel corso della campagna dell'Africa Orientale Italiana. Cadde in combattimento nel corso delle fasi della battaglia di Cheren e venne decorato con la medaglia d'oro al valor militare alla memoria.

### Annotazioni
1. ↑  Si trattava di Dino, Attilio, Saverio, Vittorio, Ottavio, Bruno, Italo, Torquato e Gioacchino che prestarono tutti servizio militare.

### Fonti
1. 1 2 3 4 5  Combattenti Liberazione.
2. 1 2 3  Gruppo Medaglie d'Oro al Valor Militare 1965, p. 606.
3. ↑   Medaglia d'oro al valor militare Di Marzio, Gioacchino, su quirinale.it, Quirinale. URL consultato l'11 luglio 2021.
4. ↑  Registrato alla Corte dei conti lì 9 febbraio 1948, Esercito registro 8, foglio 308.